# (33648) 1999 JN83
1999 JN83 (asteroide 33648) é um asteroide da cintura principal. Possui uma excentricidade de 0.12162060 e uma inclinação de 16.29587º.
Este asteroide foi descoberto no dia 12 de maio de 1999 por LINEAR em Socorro.